# Jorge Perestrelo de Velosa Camacho
Jorge Perestrelo Pestana de Velosa Camacho (Funchal, 23 de Maio de 1870 - Lisboa, Fevereiro de 1919) foi um monárquico português.
Foi assassinado pelos republicanos com um tiro na cabeça, pelas costas, no Terreiro do Paço, em Fevereiro de 1919, depois de aí ter sido atraído, convencido que ia ser amnistiado e reintegrado no Exército, para continuar a combater nas Campanhas de África, como o fizera, juntamente com Henrique de Paiva Couceiro, no tempo do D'El Rei D. Carlos.
Filho e neto de Militares, o seu pai era coronel e o avô, general, que serviram sob as ordens da Rainha Dona Maria II, D'El Rei Dom Pedro e D'El Rei Dom Luís, o Capitão Jorge Camacho era Governador em Tete, Moçambique, à data do Regicídio, cargo que desempenhou até à sangrenta tomada de poder pelos republicanos, por não querer servir sob as ordens desse regime.

## Biografia
Fez parte da coluna de Manica, na Campanha do Barué, sob o comando de João de Azevedo Coutinho, cujas tropas percorreram três mil quilómetros, conseguindo a pacificação completa da região. 
Será depois com esse chefe militar que dirige uma conspiração monárquica que ocorreu em diversas cidades portuguesas a 21 de Outubro de 1913, conhecida por Primeira Outubrada, tomando para si a responsabilidade de levantar o Norte de Portugal, só que o golpe foi contido porque o governo tinha um infiltrado entre os conspiradores.
Acompanhou no exílio Dom Miguel I de Bragança, que considerava Rei de Portugal, e com ele esteve em Paris, em Viena e em Seebenstein, Áustria. Depois foi nomeado, pelo filho do referido Senhor Dom Miguel, Comandante das Forças Expedicionárias que preparavam a invasão e consequente tomada de poder. 
Esteve em negociações com Paiva Couceiro, em 1911, quando estava responsável da fronteira com Verín e fazia parte da chefia do Estado Maior contrarrevolucionária.
Goradas que foram estas tentativas e depois de um período conturbado, com o assassínio do então Presidente Sidónio Pais, que era a favor da Restauração da Monarquia, o Capitão Camacho regressou a Portugal e instalou-se em Serpa com sua Mulher e Filha.
Em Janeiro de 1919, foi preso e esteve cerca de um mês na prisão em Beja. Pediu a sua amnistia, como outros o fizeram e a consequente reintegração no Exército, com a patente de coronel, a que tinha direito, para poder combater novamente nas Campanhas de África. Foi, isso sim, atraído a essa armadilha que havia de ditar a sua sentença de morte, baleado por um tal Augusto Correia Simões, fiscal das subsistências e ex-polícia, com ligações à Carbonária.